# Tour de Langkawi 2020
Tour de Langkawi 2020 – 25. edycja wyścigu kolarskiego Tour de Langkawi, która odbyła się w dniach od 7 do 14 lutego 2020 na liczącej ponad 1114 kilometrów trasie z Kuching do Kuah. Wyścig był częścią UCI ProSeries 2020.
Dzień po zakończeniu Tour de Langkawi 2020 odbył się również powiązany z nim organizacyjnie jednoetapowy wyścig Malaysian International Classic Race 2020.

## Etapy
| Etap | Data   | Start – Meta                  | type        | Dystans (km) | Zwycięzca etapu    | Lider              |
| ---- | ------ | ----------------------------- | ----------- | ------------ | ------------------ | ------------------ |
| 1    | 7 lut  | Kuching – Kuching             | płaski      | 96,2         | Jewgienij Fiodorow | Jewgienij Fiodorow |
| 2    | 8 lut  | Kuala Terengganu – Kerteh     | płaski      | 175,5        | Taj Jones          | Jewgienij Fiodorow |
| 3    | 9 lut  | Temerloh – Petronas Towers    | płaski      | 162,5        | Max Walscheid      | Jewgienij Fiodorow |
| 4    | 10 lut | Putrajaya – Genting Highlands | górski      | 124,7        | Kevin Rivera       | Danilo Celano      |
| 5    | 11 lut | Kuala Kubu Bharu – Ipoh       | pagórkowaty | 165,8        | Mohd Hariff Saleh  | Danilo Celano      |
| 6    | 12 lut | Taiping – Penang              | płaski      | 151,3        | Hideto Nakane      | Danilo Celano      |
| 7    | 13 lut | Bagan Datuk – Alor Setar      | pagórkowaty | 130,4        | Mohd Hariff Saleh  | Danilo Celano      |
| 8    | 14 lut | Dataran Lang – Kuah           | pagórkowaty | 108,5        | Max Walscheid      | Danilo Celano      |

## Drużyny
| WorldTeam- NTT Pro Cycling ProTeams (5)- Androni Giocattoli-Sidermec - Bardiani CSF Faizanè - Vini Zabù-KTM - B&B Hotels-Vital Concept p/b KTM - Nippo Delko One Provence Continental teams (13)- Aisan Racing Team - Team BridgeLane - PGN Road Cycling Team - KSPO Professional - ARA Pro Racing Sunshine Coast - SSOIS Miogee - St George Continental Cycling Team - Sapura - Terengganu Inc-TSG Cycling Team - Thailand Continental Cycling Team - Vino-Astana Motors - Wildlife Generation Pro Cycling - Utsunomiya Blitzen Reprezentacje (2)- Hongkong - Malezja |
| |

## Wyniki etapów

### Etap 1
| \| Klasyfikacja etapu \| Klasyfikacja etapu \| Klasyfikacja etapu \| Klasyfikacja etapu \| Klasyfikacja etapu \| \| Kolarz \| Kolarz \| Państwo \| Drużyna \| Czas \| \| ------------------ \| ---------------------------- \| ------------------ \| --------------------------------- \| ------------------ \| \| 1. \| Jewgienij Fiodorow \| Kazachstan \| Vino-Astana Motors \| 1h 51' 01" \| \| 2. \| Thurakit Boonratanathanakorn \| Tajlandia \| Thailand Continental Cycling Team \| + 3" \| \| 3. \| Ahmet Örken \| Turcja \| Team Sapura Cycling \| + 1' 07" \| \| 4. \| Max Walscheid \| Niemcy \| NTT Pro Cycling \| + 1' 07" \| \| 5. \| Matteo Pelucchi \| Włochy \| Bardiani CSF Faizanè \| + 1' 07" \| \| 6. \| Jeorjos Buglas \| Grecja \| SSOIS Miogee Cycling Team \| + 1' 07" \| \| 7. \| Taj Jones \| Australia \| ARA Pro Racing Sunshine Coast \| + 1' 07" \| \| 8. \| Giovanni Lonardi \| Włochy \| Bardiani CSF Faizanè \| + 1' 07" \| \| 9. \| Luca Pacioni \| Włochy \| Androni Giocattoli-Sidermec \| + 1' 07" \| \| 10. \| Mohd Hariff Saleh \| Malezja \| Terengganu Inc-TSG Cycling Team \| + 1' 07" \| |                              |            |                                   |            |
| |                              |            |                                   |            |
| Źródło: ProCyclingStats |                              |            |                                   |            |
| Klasyfikacja etapu |                              |            |                                   |            |
| Kolarz | Kolarz                       | Państwo    | Drużyna                           | Czas       |
| 1. | Jewgienij Fiodorow           | Kazachstan | Vino-Astana Motors                | 1h 51' 01" |
| 2. | Thurakit Boonratanathanakorn | Tajlandia  | Thailand Continental Cycling Team | + 3"       |
| 3. | Ahmet Örken                  | Turcja     | Team Sapura Cycling               | + 1' 07"   |
| 4. | Max Walscheid                | Niemcy     | NTT Pro Cycling                   | + 1' 07"   |
| 5. | Matteo Pelucchi              | Włochy     | Bardiani CSF Faizanè              | + 1' 07"   |
| 6. | Jeorjos Buglas               | Grecja     | SSOIS Miogee Cycling Team         | + 1' 07"   |
| 7. | Taj Jones                    | Australia  | ARA Pro Racing Sunshine Coast     | + 1' 07"   |
| 8. | Giovanni Lonardi             | Włochy     | Bardiani CSF Faizanè              | + 1' 07"   |
| 9. | Luca Pacioni                 | Włochy     | Androni Giocattoli-Sidermec       | + 1' 07"   |
| 10. | Mohd Hariff Saleh            | Malezja    | Terengganu Inc-TSG Cycling Team   | + 1' 07"   |

| \| Klasyfikacja generalna \| Klasyfikacja generalna \| Klasyfikacja generalna \| Klasyfikacja generalna \| Klasyfikacja generalna \| \| Kolarz \| Kolarz \| Państwo \| Drużyna \| Czas \| \| ---------------------- \| ---------------------------- \| ---------------------- \| ---------------------------------- \| ---------------------- \| \| 1. \| Jewgienij Fiodorow \| Kazachstan \| Vino-Astana Motors \| 1h 51' 01" \| \| 2. \| Thurakit Boonratanathanakorn \| Tajlandia \| Thailand Continental Cycling Team \| + 9" \| \| 3. \| Ahmet Örken \| Turcja \| Team Sapura Cycling \| + 1' 29" \| \| 4. \| Ben Van Dam \| Australia \| Team BridgeLane \| + 1' 31" \| \| 5. \| Aiman Cahyadi \| Indonezja \| Mula Cycling Team \| + 1' 32" \| \| 6. \| Michael Vink \| Nowa Zelandia \| St George Continental Cycling Team \| + 1' 32" \| \| 7. \| Bernard Van Aert \| Indonezja \| Mula Cycling Team \| + 1' 32" \| \| 8. \| Max Walscheid \| Niemcy \| NTT Pro Cycling \| + 1' 33" \| \| 9. \| Matteo Pelucchi \| Włochy \| Bardiani CSF Faizanè \| + 1' 33" \| \| 10. \| Jeorjos Buglas \| Grecja \| SSOIS Miogee Cycling Team \| + 1' 33" \| |                              |               |                                    |            |
| |                              |               |                                    |            |
| Źródło: ProCyclingStats |                              |               |                                    |            |
| Klasyfikacja generalna |                              |               |                                    |            |
| Kolarz | Kolarz                       | Państwo       | Drużyna                            | Czas       |
| 1. | Jewgienij Fiodorow           | Kazachstan    | Vino-Astana Motors                 | 1h 51' 01" |
| 2. | Thurakit Boonratanathanakorn | Tajlandia     | Thailand Continental Cycling Team  | + 9"       |
| 3. | Ahmet Örken                  | Turcja        | Team Sapura Cycling                | + 1' 29"   |
| 4. | Ben Van Dam                  | Australia     | Team BridgeLane                    | + 1' 31"   |
| 5. | Aiman Cahyadi                | Indonezja     | Mula Cycling Team                  | + 1' 32"   |
| 6. | Michael Vink                 | Nowa Zelandia | St George Continental Cycling Team | + 1' 32"   |
| 7. | Bernard Van Aert             | Indonezja     | Mula Cycling Team                  | + 1' 32"   |
| 8. | Max Walscheid                | Niemcy        | NTT Pro Cycling                    | + 1' 33"   |
| 9. | Matteo Pelucchi              | Włochy        | Bardiani CSF Faizanè               | + 1' 33"   |
| 10. | Jeorjos Buglas               | Grecja        | SSOIS Miogee Cycling Team          | + 1' 33"   |

### Etap 2
| \| Klasyfikacja etapu \| Klasyfikacja etapu \| Klasyfikacja etapu \| Klasyfikacja etapu \| Klasyfikacja etapu \| \| Kolarz \| Kolarz \| Państwo \| Drużyna \| Czas \| \| ------------------ \| ------------------ \| ------------------ \| -------------------------------- \| ------------------ \| \| 1. \| Taj Jones \| Australia \| ARA Pro Racing Sunshine Coast \| 4h 05' 29" \| \| 2. \| Max Walscheid \| Niemcy \| NTT Pro Cycling \| + 0" \| \| 3. \| Jérémy Lecroq \| Francja \| B&B Hotels-Vital Concept p/b KTM \| + 0" \| \| 4. \| Riccardo Minali \| Włochy \| Nippo-Delko One Provence \| + 0" \| \| 5. \| Mohd Hariff Saleh \| Malezja \| Terengganu Inc-TSG Cycling Team \| + 0" \| \| 6. \| Matteo Pelucchi \| Włochy \| Bardiani CSF Faizanè \| + 0" \| \| 7. \| Tristan Ward \| Australia \| Team BridgeLane \| + 0" \| \| 8. \| Jeorjos Buglas \| Grecja \| SSOIS Miogee Cycling Team \| + 0" \| \| 9. \| Luca Pacioni \| Włochy \| Androni Giocattoli-Sidermec \| + 0" \| \| 10. \| Keigo Kusaba \| Japonia \| Aisan Racing Team \| + 0" \| |                   |           |                                  |            |
| |                   |           |                                  |            |
| Źródło: ProCyclingStats |                   |           |                                  |            |
| Klasyfikacja etapu |                   |           |                                  |            |
| Kolarz | Kolarz            | Państwo   | Drużyna                          | Czas       |
| 1. | Taj Jones         | Australia | ARA Pro Racing Sunshine Coast    | 4h 05' 29" |
| 2. | Max Walscheid     | Niemcy    | NTT Pro Cycling                  | + 0"       |
| 3. | Jérémy Lecroq     | Francja   | B&B Hotels-Vital Concept p/b KTM | + 0"       |
| 4. | Riccardo Minali   | Włochy    | Nippo-Delko One Provence         | + 0"       |
| 5. | Mohd Hariff Saleh | Malezja   | Terengganu Inc-TSG Cycling Team  | + 0"       |
| 6. | Matteo Pelucchi   | Włochy    | Bardiani CSF Faizanè             | + 0"       |
| 7. | Tristan Ward      | Australia | Team BridgeLane                  | + 0"       |
| 8. | Jeorjos Buglas    | Grecja    | SSOIS Miogee Cycling Team        | + 0"       |
| 9. | Luca Pacioni      | Włochy    | Androni Giocattoli-Sidermec      | + 0"       |
| 10. | Keigo Kusaba      | Japonia   | Aisan Racing Team                | + 0"       |

| \| Klasyfikacja generalna \| Klasyfikacja generalna \| Klasyfikacja generalna \| Klasyfikacja generalna \| Klasyfikacja generalna \| \| Kolarz \| Kolarz \| Państwo \| Drużyna \| Czas \| \| ---------------------- \| ---------------------------- \| ---------------------- \| --------------------------------- \| ---------------------- \| \| 1. \| Jewgienij Fiodorow \| Kazachstan \| Vino-Astana Motors \| 5h 56' 14" \| \| 2. \| Thurakit Boonratanathanakorn \| Tajlandia \| Thailand Continental Cycling Team \| + 9" \| \| 3. \| Taj Jones \| Australia \| ARA Pro Racing Sunshine Coast \| + 1' 23" \| \| 4. \| Nur Aiman Zariff \| Malezja \| Team Sapura Cycling \| + 1' 24" \| \| 5. \| Max Walscheid \| Niemcy \| NTT Pro Cycling \| + 1' 27" \| \| 6. \| Ahmet Örken \| Turcja \| Team Sapura Cycling \| + 1' 29" \| \| 7. \| Jérémy Lecroq \| Francja \| B&B Hotels-Vital Concept p/b KTM \| + 1' 29" \| \| 8. \| Rylee Field \| Nowa Zelandia \| Team BridgeLane \| + 1' 29" \| \| 9. \| Mattia Viel \| Włochy \| Androni Giocattoli-Sidermec \| + 1' 30" \| \| 10. \| Alessandro Iacchi \| Włochy \| Vini Zabù-KTM \| + 1' 31" \| |                              |               |                                   |            |
| |                              |               |                                   |            |
| Źródło: ProCyclingStats |                              |               |                                   |            |
| Klasyfikacja generalna |                              |               |                                   |            |
| Kolarz | Kolarz                       | Państwo       | Drużyna                           | Czas       |
| 1. | Jewgienij Fiodorow           | Kazachstan    | Vino-Astana Motors                | 5h 56' 14" |
| 2. | Thurakit Boonratanathanakorn | Tajlandia     | Thailand Continental Cycling Team | + 9"       |
| 3. | Taj Jones                    | Australia     | ARA Pro Racing Sunshine Coast     | + 1' 23"   |
| 4. | Nur Aiman Zariff             | Malezja       | Team Sapura Cycling               | + 1' 24"   |
| 5. | Max Walscheid                | Niemcy        | NTT Pro Cycling                   | + 1' 27"   |
| 6. | Ahmet Örken                  | Turcja        | Team Sapura Cycling               | + 1' 29"   |
| 7. | Jérémy Lecroq                | Francja       | B&B Hotels-Vital Concept p/b KTM  | + 1' 29"   |
| 8. | Rylee Field                  | Nowa Zelandia | Team BridgeLane                   | + 1' 29"   |
| 9. | Mattia Viel                  | Włochy        | Androni Giocattoli-Sidermec       | + 1' 30"   |
| 10. | Alessandro Iacchi            | Włochy        | Vini Zabù-KTM                     | + 1' 31"   |

### Etap 3
| \| Klasyfikacja etapu \| Klasyfikacja etapu \| Klasyfikacja etapu \| Klasyfikacja etapu \| Klasyfikacja etapu \| \| Kolarz \| Kolarz \| Państwo \| Drużyna \| Czas \| \| ------------------ \| ------------------------- \| ------------------ \| ------------------------------- \| ------------------ \| \| 1. \| Max Walscheid \| Niemcy \| NTT Pro Cycling \| 3h 51' 42" \| \| 2. \| Riccardo Minali \| Włochy \| Nippo-Delko One Provence \| + 0" \| \| 3. \| Ahmet Örken \| Turcja \| Team Sapura Cycling \| + 0" \| \| 4. \| Jeorjos Buglas \| Grecja \| SSOIS Miogee Cycling Team \| + 0" \| \| 5. \| Giovanni Lonardi \| Włochy \| Bardiani CSF Faizanè \| + 0" \| \| 6. \| Alexander Cowan \| Kanada \| Wildlife Generation Pro Cycling \| + 0" \| \| 7. \| Jamalidin Novardianto \| Indonezja \| Mula Cycling Team \| + 0" \| \| 8. \| Luca Pacioni \| Włochy \| Androni Giocattoli-Sidermec \| + 0" \| \| 9. \| Mohamad Izzat Abdul Halil \| Malezja \| Malezja \| + 0" \| \| 10. \| Tristan Ward \| Australia \| Team BridgeLane \| + 0" \| |                           |           |                                 |            |
| |                           |           |                                 |            |
| Źródło: ProCyclingStats |                           |           |                                 |            |
| Klasyfikacja etapu |                           |           |                                 |            |
| Kolarz | Kolarz                    | Państwo   | Drużyna                         | Czas       |
| 1. | Max Walscheid             | Niemcy    | NTT Pro Cycling                 | 3h 51' 42" |
| 2. | Riccardo Minali           | Włochy    | Nippo-Delko One Provence        | + 0"       |
| 3. | Ahmet Örken               | Turcja    | Team Sapura Cycling             | + 0"       |
| 4. | Jeorjos Buglas            | Grecja    | SSOIS Miogee Cycling Team       | + 0"       |
| 5. | Giovanni Lonardi          | Włochy    | Bardiani CSF Faizanè            | + 0"       |
| 6. | Alexander Cowan           | Kanada    | Wildlife Generation Pro Cycling | + 0"       |
| 7. | Jamalidin Novardianto     | Indonezja | Mula Cycling Team               | + 0"       |
| 8. | Luca Pacioni              | Włochy    | Androni Giocattoli-Sidermec     | + 0"       |
| 9. | Mohamad Izzat Abdul Halil | Malezja   | Malezja                         | + 0"       |
| 10. | Tristan Ward              | Australia | Team BridgeLane                 | + 0"       |

| \| Klasyfikacja generalna \| Klasyfikacja generalna \| Klasyfikacja generalna \| Klasyfikacja generalna \| Klasyfikacja generalna \| \| Kolarz \| Kolarz \| Państwo \| Drużyna \| Czas \| \| ---------------------- \| ---------------------------- \| ---------------------- \| --------------------------------- \| ---------------------- \| \| 1. \| Jewgienij Fiodorow \| Kazachstan \| Vino-Astana Motors \| 9h 47' 56" \| \| 2. \| Thurakit Boonratanathanakorn \| Tajlandia \| Thailand Continental Cycling Team \| + 9" \| \| 3. \| Max Walscheid \| Niemcy \| NTT Pro Cycling \| + 1' 17" \| \| 4. \| Ahmet Örken \| Turcja \| Team Sapura Cycling \| + 1' 22" \| \| 5. \| Nur Aiman Zariff \| Malezja \| Team Sapura Cycling \| + 1' 22" \| \| 6. \| Taj Jones \| Australia \| ARA Pro Racing Sunshine Coast \| + 1' 23" \| \| 7. \| Bernard Van Aert \| Indonezja \| Mula Cycling Team \| + 1' 27" \| \| 8. \| Jeorjos Buglas \| Grecja \| SSOIS Miogee Cycling Team \| + 1' 28" \| \| 9. \| Rylee Field \| Nowa Zelandia \| Team BridgeLane \| + 1' 29" \| \| 10. \| Aiman Cahyadi \| Indonezja \| Mula Cycling Team \| + 1' 32" \| |                              |               |                                   |            |
| |                              |               |                                   |            |
| Źródło: ProCyclingStats |                              |               |                                   |            |
| Klasyfikacja generalna |                              |               |                                   |            |
| Kolarz | Kolarz                       | Państwo       | Drużyna                           | Czas       |
| 1. | Jewgienij Fiodorow           | Kazachstan    | Vino-Astana Motors                | 9h 47' 56" |
| 2. | Thurakit Boonratanathanakorn | Tajlandia     | Thailand Continental Cycling Team | + 9"       |
| 3. | Max Walscheid                | Niemcy        | NTT Pro Cycling                   | + 1' 17"   |
| 4. | Ahmet Örken                  | Turcja        | Team Sapura Cycling               | + 1' 22"   |
| 5. | Nur Aiman Zariff             | Malezja       | Team Sapura Cycling               | + 1' 22"   |
| 6. | Taj Jones                    | Australia     | ARA Pro Racing Sunshine Coast     | + 1' 23"   |
| 7. | Bernard Van Aert             | Indonezja     | Mula Cycling Team                 | + 1' 27"   |
| 8. | Jeorjos Buglas               | Grecja        | SSOIS Miogee Cycling Team         | + 1' 28"   |
| 9. | Rylee Field                  | Nowa Zelandia | Team BridgeLane                   | + 1' 29"   |
| 10. | Aiman Cahyadi                | Indonezja     | Mula Cycling Team                 | + 1' 32"   |

### Etap 4
| \| Klasyfikacja etapu \| Klasyfikacja etapu \| Klasyfikacja etapu \| Klasyfikacja etapu \| Klasyfikacja etapu \| \| Kolarz \| Kolarz \| Państwo \| Drużyna \| Czas \| \| ------------------ \| ------------------ \| ------------------ \| -------------------------------- \| ------------------ \| \| 1. \| Kevin Rivera \| Kostaryka \| Androni Giocattoli-Sidermec \| 4h 18' 55" \| \| 2. \| Danilo Celano \| Włochy \| Team Sapura Cycling \| + 10" \| \| 3. \| Artiom Owieczkin \| Rosja \| Terengganu Inc-TSG Cycling Team \| + 43" \| \| 4. \| Pierpaolo Ficara \| Włochy \| Team Sapura Cycling \| + 1' 17" \| \| 5. \| Quentin Pacher \| Francja \| B&B Hotels-Vital Concept p/b KTM \| + 1' 17" \| \| 6. \| Cristian Raileanu \| Mołdawia \| Team Sapura Cycling \| + 1' 40" \| \| 7. \| Hideto Nakane \| Japonia \| Nippo-Delko One Provence \| + 1' 56" \| \| 8. \| Lorenzo Fortunato \| Włochy \| Vini Zabù-KTM \| + 2' 00" \| \| 9. \| Jewgienij Fiodorow \| Kazachstan \| Vino-Astana Motors \| + 2' 07" \| \| 10. \| Carlos Quintero \| Kolumbia \| Terengganu Inc-TSG Cycling Team \| + 2' 07" \| |                    |            |                                  |            |
| |                    |            |                                  |            |
| Źródło: ProCyclingStats |                    |            |                                  |            |
| Klasyfikacja etapu |                    |            |                                  |            |
| Kolarz | Kolarz             | Państwo    | Drużyna                          | Czas       |
| 1. | Kevin Rivera       | Kostaryka  | Androni Giocattoli-Sidermec      | 4h 18' 55" |
| 2. | Danilo Celano      | Włochy     | Team Sapura Cycling              | + 10"      |
| 3. | Artiom Owieczkin   | Rosja      | Terengganu Inc-TSG Cycling Team  | + 43"      |
| 4. | Pierpaolo Ficara   | Włochy     | Team Sapura Cycling              | + 1' 17"   |
| 5. | Quentin Pacher     | Francja    | B&B Hotels-Vital Concept p/b KTM | + 1' 17"   |
| 6. | Cristian Raileanu  | Mołdawia   | Team Sapura Cycling              | + 1' 40"   |
| 7. | Hideto Nakane      | Japonia    | Nippo-Delko One Provence         | + 1' 56"   |
| 8. | Lorenzo Fortunato  | Włochy     | Vini Zabù-KTM                    | + 2' 00"   |
| 9. | Jewgienij Fiodorow | Kazachstan | Vino-Astana Motors               | + 2' 07"   |
| 10. | Carlos Quintero    | Kolumbia   | Terengganu Inc-TSG Cycling Team  | + 2' 07"   |

| \| Klasyfikacja generalna \| Klasyfikacja generalna \| Klasyfikacja generalna \| Klasyfikacja generalna \| Klasyfikacja generalna \| \| Kolarz \| Kolarz \| Państwo \| Drużyna \| Czas \| \| ---------------------- \| -------------------------- \| ---------------------- \| -------------------------------- \| ---------------------- \| \| 1. \| Danilo Celano \| Włochy \| Team Sapura Cycling \| 14h 08' 28" \| \| 2. \| Jewgienij Fiodorow \| Kazachstan \| Vino-Astana Motors \| + 30" \| \| 3. \| Artiom Owieczkin \| Rosja \| Terengganu Inc-TSG Cycling Team \| + 35" \| \| 4. \| Quentin Pacher \| Francja \| B&B Hotels-Vital Concept p/b KTM \| + 1' 13" \| \| 5. \| Pierpaolo Ficara \| Włochy \| Team Sapura Cycling \| + 1' 13" \| \| 6. \| Cristian Raileanu \| Mołdawia \| Team Sapura Cycling \| + 1' 36" \| \| 7. \| Hideto Nakane \| Japonia \| Nippo-Delko One Provence \| + 1' 52" \| \| 8. \| Lorenzo Fortunato \| Włochy \| Vini Zabù-KTM \| + 1' 56" \| \| 9. \| Carlos Quintero \| Kolumbia \| Terengganu Inc-TSG Cycling Team \| + 2' 03" \| \| 10. \| Francesco Manuel Bongiorno \| Włochy \| Vini Zabù-KTM \| + 2' 16" \| |                            |            |                                  |             |
| |                            |            |                                  |             |
| Źródło: ProCyclingStats |                            |            |                                  |             |
| Klasyfikacja generalna |                            |            |                                  |             |
| Kolarz | Kolarz                     | Państwo    | Drużyna                          | Czas        |
| 1. | Danilo Celano              | Włochy     | Team Sapura Cycling              | 14h 08' 28" |
| 2. | Jewgienij Fiodorow         | Kazachstan | Vino-Astana Motors               | + 30"       |
| 3. | Artiom Owieczkin           | Rosja      | Terengganu Inc-TSG Cycling Team  | + 35"       |
| 4. | Quentin Pacher             | Francja    | B&B Hotels-Vital Concept p/b KTM | + 1' 13"    |
| 5. | Pierpaolo Ficara           | Włochy     | Team Sapura Cycling              | + 1' 13"    |
| 6. | Cristian Raileanu          | Mołdawia   | Team Sapura Cycling              | + 1' 36"    |
| 7. | Hideto Nakane              | Japonia    | Nippo-Delko One Provence         | + 1' 52"    |
| 8. | Lorenzo Fortunato          | Włochy     | Vini Zabù-KTM                    | + 1' 56"    |
| 9. | Carlos Quintero            | Kolumbia   | Terengganu Inc-TSG Cycling Team  | + 2' 03"    |
| 10. | Francesco Manuel Bongiorno | Włochy     | Vini Zabù-KTM                    | + 2' 16"    |

### Etap 5
| \| Klasyfikacja etapu \| Klasyfikacja etapu \| Klasyfikacja etapu \| Klasyfikacja etapu \| Klasyfikacja etapu \| \| Kolarz \| Kolarz \| Państwo \| Drużyna \| Czas \| \| ------------------ \| ------------------ \| ------------------ \| ------------------------------- \| ------------------ \| \| 1. \| Mohd Hariff Saleh \| Malezja \| Terengganu Inc-TSG Cycling Team \| 3h 39' 42" \| \| 2. \| Max Walscheid \| Niemcy \| NTT Pro Cycling \| + 0" \| \| 3. \| Matteo Pelucchi \| Włochy \| Bardiani CSF Faizanè \| + 0" \| \| 4. \| André Looij \| Holandia \| SSOIS Miogee Cycling Team \| + 0" \| \| 5. \| Taj Jones \| Australia \| ARA Pro Racing Sunshine Coast \| + 0" \| \| 6. \| Luca Pacioni \| Włochy \| Androni Giocattoli-Sidermec \| + 0" \| \| 7. \| Ahmet Örken \| Turcja \| Team Sapura Cycling \| + 0" \| \| 8. \| Tristan Ward \| Australia \| Team BridgeLane \| + 0" \| \| 9. \| Anuar Manan \| Malezja \| Malezja \| + 0" \| \| 10. \| Gleb Brusienski \| Kazachstan \| Vino-Astana Motors \| + 0" \| |                   |            |                                 |            |
| |                   |            |                                 |            |
| Źródło: ProCyclingStats |                   |            |                                 |            |
| Klasyfikacja etapu |                   |            |                                 |            |
| Kolarz | Kolarz            | Państwo    | Drużyna                         | Czas       |
| 1. | Mohd Hariff Saleh | Malezja    | Terengganu Inc-TSG Cycling Team | 3h 39' 42" |
| 2. | Max Walscheid     | Niemcy     | NTT Pro Cycling                 | + 0"       |
| 3. | Matteo Pelucchi   | Włochy     | Bardiani CSF Faizanè            | + 0"       |
| 4. | André Looij       | Holandia   | SSOIS Miogee Cycling Team       | + 0"       |
| 5. | Taj Jones         | Australia  | ARA Pro Racing Sunshine Coast   | + 0"       |
| 6. | Luca Pacioni      | Włochy     | Androni Giocattoli-Sidermec     | + 0"       |
| 7. | Ahmet Örken       | Turcja     | Team Sapura Cycling             | + 0"       |
| 8. | Tristan Ward      | Australia  | Team BridgeLane                 | + 0"       |
| 9. | Anuar Manan       | Malezja    | Malezja                         | + 0"       |
| 10. | Gleb Brusienski   | Kazachstan | Vino-Astana Motors              | + 0"       |

| \| Klasyfikacja generalna \| Klasyfikacja generalna \| Klasyfikacja generalna \| Klasyfikacja generalna \| Klasyfikacja generalna \| \| Kolarz \| Kolarz \| Państwo \| Drużyna \| Czas \| \| ---------------------- \| -------------------------- \| ---------------------- \| -------------------------------- \| ---------------------- \| \| 1. \| Danilo Celano \| Włochy \| Team Sapura Cycling \| 17h 48' 10" \| \| 2. \| Jewgienij Fiodorow \| Kazachstan \| Vino-Astana Motors \| + 30" \| \| 3. \| Artiom Owieczkin \| Rosja \| Terengganu Inc-TSG Cycling Team \| + 35" \| \| 4. \| Quentin Pacher \| Francja \| B&B Hotels-Vital Concept p/b KTM \| + 1' 13" \| \| 5. \| Pierpaolo Ficara \| Włochy \| Team Sapura Cycling \| + 1' 13" \| \| 6. \| Cristian Raileanu \| Mołdawia \| Team Sapura Cycling \| + 1' 36" \| \| 7. \| Hideto Nakane \| Japonia \| Nippo-Delko One Provence \| + 1' 52" \| \| 8. \| Lorenzo Fortunato \| Włochy \| Vini Zabù-KTM \| + 1' 56" \| \| 9. \| Carlos Quintero \| Kolumbia \| Terengganu Inc-TSG Cycling Team \| + 2' 03" \| \| 10. \| Francesco Manuel Bongiorno \| Włochy \| Vini Zabù-KTM \| + 2' 16" \| |                            |            |                                  |             |
| |                            |            |                                  |             |
| Źródło: ProCyclingStats |                            |            |                                  |             |
| Klasyfikacja generalna |                            |            |                                  |             |
| Kolarz | Kolarz                     | Państwo    | Drużyna                          | Czas        |
| 1. | Danilo Celano              | Włochy     | Team Sapura Cycling              | 17h 48' 10" |
| 2. | Jewgienij Fiodorow         | Kazachstan | Vino-Astana Motors               | + 30"       |
| 3. | Artiom Owieczkin           | Rosja      | Terengganu Inc-TSG Cycling Team  | + 35"       |
| 4. | Quentin Pacher             | Francja    | B&B Hotels-Vital Concept p/b KTM | + 1' 13"    |
| 5. | Pierpaolo Ficara           | Włochy     | Team Sapura Cycling              | + 1' 13"    |
| 6. | Cristian Raileanu          | Mołdawia   | Team Sapura Cycling              | + 1' 36"    |
| 7. | Hideto Nakane              | Japonia    | Nippo-Delko One Provence         | + 1' 52"    |
| 8. | Lorenzo Fortunato          | Włochy     | Vini Zabù-KTM                    | + 1' 56"    |
| 9. | Carlos Quintero            | Kolumbia   | Terengganu Inc-TSG Cycling Team  | + 2' 03"    |
| 10. | Francesco Manuel Bongiorno | Włochy     | Vini Zabù-KTM                    | + 2' 16"    |

### Etap 6
| \| Klasyfikacja etapu \| Klasyfikacja etapu \| Klasyfikacja etapu \| Klasyfikacja etapu \| Klasyfikacja etapu \| \| Kolarz \| Kolarz \| Państwo \| Drużyna \| Czas \| \| ------------------ \| -------------------------- \| ------------------ \| ---------------------------------- \| ------------------ \| \| 1. \| Hideto Nakane \| Japonia \| Nippo-Delko One Provence \| 3h 29' 15" \| \| 2. \| Gleb Brusienski \| Kazachstan \| Vino-Astana Motors \| + 0" \| \| 3. \| Samuele Battistella \| Włochy \| NTT Pro Cycling \| + 4" \| \| 4. \| Quentin Pacher \| Francja \| B&B Hotels-Vital Concept p/b KTM \| + 4" \| \| 5. \| Carlos Quintero \| Kolumbia \| Terengganu Inc-TSG Cycling Team \| + 4" \| \| 6. \| Michael Vink \| Nowa Zelandia \| St George Continental Cycling Team \| + 4" \| \| 7. \| Pierpaolo Ficara \| Włochy \| Team Sapura Cycling \| + 4" \| \| 8. \| Metkel Eyob \| Erytrea \| Terengganu Inc-TSG Cycling Team \| + 4" \| \| 9. \| Ahmad Yoga Ilham Firdaus \| Indonezja \| Mula Cycling Team \| + 4" \| \| 10. \| Francesco Manuel Bongiorno \| Włochy \| Vini Zabù-KTM \| + 4" \| |                            |               |                                    |            |
| |                            |               |                                    |            |
| Źródło: ProCyclingStats |                            |               |                                    |            |
| Klasyfikacja etapu |                            |               |                                    |            |
| Kolarz | Kolarz                     | Państwo       | Drużyna                            | Czas       |
| 1. | Hideto Nakane              | Japonia       | Nippo-Delko One Provence           | 3h 29' 15" |
| 2. | Gleb Brusienski            | Kazachstan    | Vino-Astana Motors                 | + 0"       |
| 3. | Samuele Battistella        | Włochy        | NTT Pro Cycling                    | + 4"       |
| 4. | Quentin Pacher             | Francja       | B&B Hotels-Vital Concept p/b KTM   | + 4"       |
| 5. | Carlos Quintero            | Kolumbia      | Terengganu Inc-TSG Cycling Team    | + 4"       |
| 6. | Michael Vink               | Nowa Zelandia | St George Continental Cycling Team | + 4"       |
| 7. | Pierpaolo Ficara           | Włochy        | Team Sapura Cycling                | + 4"       |
| 8. | Metkel Eyob                | Erytrea       | Terengganu Inc-TSG Cycling Team    | + 4"       |
| 9. | Ahmad Yoga Ilham Firdaus   | Indonezja     | Mula Cycling Team                  | + 4"       |
| 10. | Francesco Manuel Bongiorno | Włochy        | Vini Zabù-KTM                      | + 4"       |

| \| Klasyfikacja generalna \| Klasyfikacja generalna \| Klasyfikacja generalna \| Klasyfikacja generalna \| Klasyfikacja generalna \| \| Kolarz \| Kolarz \| Państwo \| Drużyna \| Czas \| \| ---------------------- \| -------------------------- \| ---------------------- \| -------------------------------- \| ---------------------- \| \| 1. \| Danilo Celano \| Włochy \| Team Sapura Cycling \| 21h 17' 33" \| \| 2. \| Jewgienij Fiodorow \| Kazachstan \| Vino-Astana Motors \| + 26" \| \| 3. \| Artiom Owieczkin \| Rosja \| Terengganu Inc-TSG Cycling Team \| + 35" \| \| 4. \| Pierpaolo Ficara \| Włochy \| Team Sapura Cycling \| + 1' 07" \| \| 5. \| Quentin Pacher \| Francja \| B&B Hotels-Vital Concept p/b KTM \| + 1' 09" \| \| 6. \| Hideto Nakane \| Japonia \| Nippo-Delko One Provence \| + 1' 34" \| \| 7. \| Cristian Raileanu \| Mołdawia \| Team Sapura Cycling \| + 1' 36" \| \| 8. \| Lorenzo Fortunato \| Włochy \| Vini Zabù-KTM \| + 1' 56" \| \| 9. \| Carlos Quintero \| Kolumbia \| Terengganu Inc-TSG Cycling Team \| + 1' 59" \| \| 10. \| Francesco Manuel Bongiorno \| Włochy \| Vini Zabù-KTM \| + 2' 12" \| |                            |            |                                  |             |
| |                            |            |                                  |             |
| Źródło: ProCyclingStats |                            |            |                                  |             |
| Klasyfikacja generalna |                            |            |                                  |             |
| Kolarz | Kolarz                     | Państwo    | Drużyna                          | Czas        |
| 1. | Danilo Celano              | Włochy     | Team Sapura Cycling              | 21h 17' 33" |
| 2. | Jewgienij Fiodorow         | Kazachstan | Vino-Astana Motors               | + 26"       |
| 3. | Artiom Owieczkin           | Rosja      | Terengganu Inc-TSG Cycling Team  | + 35"       |
| 4. | Pierpaolo Ficara           | Włochy     | Team Sapura Cycling              | + 1' 07"    |
| 5. | Quentin Pacher             | Francja    | B&B Hotels-Vital Concept p/b KTM | + 1' 09"    |
| 6. | Hideto Nakane              | Japonia    | Nippo-Delko One Provence         | + 1' 34"    |
| 7. | Cristian Raileanu          | Mołdawia   | Team Sapura Cycling              | + 1' 36"    |
| 8. | Lorenzo Fortunato          | Włochy     | Vini Zabù-KTM                    | + 1' 56"    |
| 9. | Carlos Quintero            | Kolumbia   | Terengganu Inc-TSG Cycling Team  | + 1' 59"    |
| 10. | Francesco Manuel Bongiorno | Włochy     | Vini Zabù-KTM                    | + 2' 12"    |

### Etap 7
| \| Klasyfikacja etapu \| Klasyfikacja etapu \| Klasyfikacja etapu \| Klasyfikacja etapu \| Klasyfikacja etapu \| \| Kolarz \| Kolarz \| Państwo \| Drużyna \| Czas \| \| ------------------ \| ------------------------- \| ------------------ \| ------------------------------- \| ------------------ \| \| 1. \| Mohd Hariff Saleh \| Malezja \| Terengganu Inc-TSG Cycling Team \| 2h 53' 17" \| \| 2. \| Matteo Pelucchi \| Włochy \| Bardiani CSF Faizanè \| + 0" \| \| 3. \| Taj Jones \| Australia \| ARA Pro Racing Sunshine Coast \| + 0" \| \| 4. \| Riccardo Minali \| Włochy \| Nippo-Delko One Provence \| + 0" \| \| 5. \| Luca Pacioni \| Włochy \| Androni Giocattoli-Sidermec \| + 0" \| \| 6. \| Giovanni Lonardi \| Włochy \| Bardiani CSF Faizanè \| + 0" \| \| 7. \| Mohamad Izzat Abdul Halil \| Malezja \| Malezja \| + 0" \| \| 8. \| Tristan Ward \| Australia \| Team BridgeLane \| + 0" \| \| 9. \| Kakeru Omae \| Japonia \| Aisan Racing Team \| + 0" \| \| 10. \| Ahmet Örken \| Turcja \| Team Sapura Cycling \| + 0" \| |                           |           |                                 |            |
| |                           |           |                                 |            |
| Źródło: ProCyclingStats |                           |           |                                 |            |
| Klasyfikacja etapu |                           |           |                                 |            |
| Kolarz | Kolarz                    | Państwo   | Drużyna                         | Czas       |
| 1. | Mohd Hariff Saleh         | Malezja   | Terengganu Inc-TSG Cycling Team | 2h 53' 17" |
| 2. | Matteo Pelucchi           | Włochy    | Bardiani CSF Faizanè            | + 0"       |
| 3. | Taj Jones                 | Australia | ARA Pro Racing Sunshine Coast   | + 0"       |
| 4. | Riccardo Minali           | Włochy    | Nippo-Delko One Provence        | + 0"       |
| 5. | Luca Pacioni              | Włochy    | Androni Giocattoli-Sidermec     | + 0"       |
| 6. | Giovanni Lonardi          | Włochy    | Bardiani CSF Faizanè            | + 0"       |
| 7. | Mohamad Izzat Abdul Halil | Malezja   | Malezja                         | + 0"       |
| 8. | Tristan Ward              | Australia | Team BridgeLane                 | + 0"       |
| 9. | Kakeru Omae               | Japonia   | Aisan Racing Team               | + 0"       |
| 10. | Ahmet Örken               | Turcja    | Team Sapura Cycling             | + 0"       |

| \| Klasyfikacja generalna \| Klasyfikacja generalna \| Klasyfikacja generalna \| Klasyfikacja generalna \| Klasyfikacja generalna \| \| Kolarz \| Kolarz \| Państwo \| Drużyna \| Czas \| \| ---------------------- \| -------------------------- \| ---------------------- \| -------------------------------- \| ---------------------- \| \| 1. \| Danilo Celano \| Włochy \| Team Sapura Cycling \| 24h 10' 50" \| \| 2. \| Jewgienij Fiodorow \| Kazachstan \| Vino-Astana Motors \| + 26" \| \| 3. \| Artiom Owieczkin \| Rosja \| Terengganu Inc-TSG Cycling Team \| + 35" \| \| 4. \| Pierpaolo Ficara \| Włochy \| Team Sapura Cycling \| + 1' 07" \| \| 5. \| Quentin Pacher \| Francja \| B&B Hotels-Vital Concept p/b KTM \| + 1' 09" \| \| 6. \| Hideto Nakane \| Japonia \| Nippo-Delko One Provence \| + 1' 34" \| \| 7. \| Cristian Raileanu \| Mołdawia \| Team Sapura Cycling \| + 1' 36" \| \| 8. \| Lorenzo Fortunato \| Włochy \| Vini Zabù-KTM \| + 1' 56" \| \| 9. \| Carlos Quintero \| Kolumbia \| Terengganu Inc-TSG Cycling Team \| + 1' 59" \| \| 10. \| Francesco Manuel Bongiorno \| Włochy \| Vini Zabù-KTM \| + 2' 12" \| |                            |            |                                  |             |
| |                            |            |                                  |             |
| Źródło: ProCyclingStats |                            |            |                                  |             |
| Klasyfikacja generalna |                            |            |                                  |             |
| Kolarz | Kolarz                     | Państwo    | Drużyna                          | Czas        |
| 1. | Danilo Celano              | Włochy     | Team Sapura Cycling              | 24h 10' 50" |
| 2. | Jewgienij Fiodorow         | Kazachstan | Vino-Astana Motors               | + 26"       |
| 3. | Artiom Owieczkin           | Rosja      | Terengganu Inc-TSG Cycling Team  | + 35"       |
| 4. | Pierpaolo Ficara           | Włochy     | Team Sapura Cycling              | + 1' 07"    |
| 5. | Quentin Pacher             | Francja    | B&B Hotels-Vital Concept p/b KTM | + 1' 09"    |
| 6. | Hideto Nakane              | Japonia    | Nippo-Delko One Provence         | + 1' 34"    |
| 7. | Cristian Raileanu          | Mołdawia   | Team Sapura Cycling              | + 1' 36"    |
| 8. | Lorenzo Fortunato          | Włochy     | Vini Zabù-KTM                    | + 1' 56"    |
| 9. | Carlos Quintero            | Kolumbia   | Terengganu Inc-TSG Cycling Team  | + 1' 59"    |
| 10. | Francesco Manuel Bongiorno | Włochy     | Vini Zabù-KTM                    | + 2' 12"    |

### Etap 8
| \| Klasyfikacja etapu \| Klasyfikacja etapu \| Klasyfikacja etapu \| Klasyfikacja etapu \| Klasyfikacja etapu \| \| Kolarz \| Kolarz \| Państwo \| Drużyna \| Czas \| \| ------------------ \| ---------------------------- \| ------------------ \| ----------------------------- \| ------------------ \| \| 1. \| Max Walscheid \| Niemcy \| NTT Pro Cycling \| 2h 29' 08" \| \| 2. \| Luca Pacioni \| Włochy \| Androni Giocattoli-Sidermec \| + 0" \| \| 3. \| Taj Jones \| Australia \| ARA Pro Racing Sunshine Coast \| + 0" \| \| 4. \| Danieal Haikal Eddy Suhaidee \| Malezja \| Malezja \| + 0" \| \| 5. \| Gleb Brusienski \| Kazachstan \| Vino-Astana Motors \| + 0" \| \| 7. \| Bernard Van Aert \| Indonezja \| Mula Cycling Team \| + 0" \| \| 8. \| Giovanni Lonardi \| Włochy \| Bardiani CSF Faizanè \| + 0" \| \| 9. \| Keigo Kusaba \| Japonia \| Aisan Racing Team \| + 0" \| \| 10. \| Pierpaolo Ficara \| Włochy \| Team Sapura Cycling \| + 0" \| |                              |            |                               |            |
| |                              |            |                               |            |
| Źródło: ProCyclingStats |                              |            |                               |            |
| Klasyfikacja etapu |                              |            |                               |            |
| Kolarz | Kolarz                       | Państwo    | Drużyna                       | Czas       |
| 1. | Max Walscheid                | Niemcy     | NTT Pro Cycling               | 2h 29' 08" |
| 2. | Luca Pacioni                 | Włochy     | Androni Giocattoli-Sidermec   | + 0"       |
| 3. | Taj Jones                    | Australia  | ARA Pro Racing Sunshine Coast | + 0"       |
| 4. | Danieal Haikal Eddy Suhaidee | Malezja    | Malezja                       | + 0"       |
| 5. | Gleb Brusienski              | Kazachstan | Vino-Astana Motors            | + 0"       |
| 7. | Bernard Van Aert             | Indonezja  | Mula Cycling Team             | + 0"       |
| 8. | Giovanni Lonardi             | Włochy     | Bardiani CSF Faizanè          | + 0"       |
| 9. | Keigo Kusaba                 | Japonia    | Aisan Racing Team             | + 0"       |
| 10. | Pierpaolo Ficara             | Włochy     | Team Sapura Cycling           | + 0"       |

## Klasyfikacje

### Klasyfikacja generalna
| \| Klasyfikacja generalna \| Klasyfikacja generalna \| Klasyfikacja generalna \| Klasyfikacja generalna \| Klasyfikacja generalna \| \| Kolarz \| Kolarz \| Państwo \| Drużyna \| Czas \| \| ---------------------- \| -------------------------- \| ---------------------- \| -------------------------------- \| ---------------------- \| \| 1. \| Danilo Celano \| Włochy \| Team Sapura Cycling \| 26h 39' 58" \| \| 2. \| Jewgienij Fiodorow \| Kazachstan \| Vino-Astana Motors \| + 26" \| \| 3. \| Artiom Owieczkin \| Rosja \| Terengganu Inc-TSG Cycling Team \| + 35" \| \| 4. \| Pierpaolo Ficara \| Włochy \| Team Sapura Cycling \| + 1' 07" \| \| 5. \| Quentin Pacher \| Francja \| B&B Hotels-Vital Concept p/b KTM \| + 1' 09" \| \| 6. \| Hideto Nakane \| Japonia \| Nippo-Delko One Provence \| + 1' 34" \| \| 7. \| Cristian Raileanu \| Mołdawia \| Team Sapura Cycling \| + 1' 36" \| \| 8. \| Lorenzo Fortunato \| Włochy \| Vini Zabù-KTM \| + 1' 56" \| \| 9. \| Carlos Quintero \| Kolumbia \| Terengganu Inc-TSG Cycling Team \| + 1' 59" \| \| 10. \| Francesco Manuel Bongiorno \| Włochy \| Vini Zabù-KTM \| + 2' 12" \| |                            |            |                                  |             |
| |                            |            |                                  |             |
| Źródło: ProCyclingStats |                            |            |                                  |             |
| Klasyfikacja generalna |                            |            |                                  |             |
| Kolarz | Kolarz                     | Państwo    | Drużyna                          | Czas        |
| 1. | Danilo Celano              | Włochy     | Team Sapura Cycling              | 26h 39' 58" |
| 2. | Jewgienij Fiodorow         | Kazachstan | Vino-Astana Motors               | + 26"       |
| 3. | Artiom Owieczkin           | Rosja      | Terengganu Inc-TSG Cycling Team  | + 35"       |
| 4. | Pierpaolo Ficara           | Włochy     | Team Sapura Cycling              | + 1' 07"    |
| 5. | Quentin Pacher             | Francja    | B&B Hotels-Vital Concept p/b KTM | + 1' 09"    |
| 6. | Hideto Nakane              | Japonia    | Nippo-Delko One Provence         | + 1' 34"    |
| 7. | Cristian Raileanu          | Mołdawia   | Team Sapura Cycling              | + 1' 36"    |
| 8. | Lorenzo Fortunato          | Włochy     | Vini Zabù-KTM                    | + 1' 56"    |
| 9. | Carlos Quintero            | Kolumbia   | Terengganu Inc-TSG Cycling Team  | + 1' 59"    |
| 10. | Francesco Manuel Bongiorno | Włochy     | Vini Zabù-KTM                    | + 2' 12"    |

| Klasyfikacja punktowa | Klasyfikacja punktowa | Klasyfikacja punktowa | Klasyfikacja punktowa           | Klasyfikacja punktowa |
| Kolarz                | Kolarz                | Państwo               | Drużyna                         | Punkty                |
| --------------------- | --------------------- | --------------------- | ------------------------------- | --------------------- |
| 1.                    | Max Walscheid         | Niemcy                | NTT Pro Cycling                 | 65 pkt                |
| 2.                    | Taj Jones             | Australia             | ARA Pro Racing Sunshine Coast   | 55 pkt                |
| 3.                    | Mohd Hariff Saleh     | Malezja               | Terengganu Inc-TSG Cycling Team | 44 pkt                |
| 4.                    | Matteo Pelucchi       | Włochy                | Bardiani CSF Faizanè            | 32 pkt                |
| 5.                    | Luca Pacioni          | Włochy                | Androni Giocattoli-Sidermec     | 30 pkt                |

| Klasyfikacja punktowa | Klasyfikacja punktowa | Klasyfikacja punktowa | Klasyfikacja punktowa           | Klasyfikacja punktowa |
| Kolarz                | Kolarz                | Państwo               | Drużyna                         | Punkty                |
| --------------------- | --------------------- | --------------------- | ------------------------------- | --------------------- |
| 1.                    | Max Walscheid         | Niemcy                | NTT Pro Cycling                 | 65 pkt                |
| 2.                    | Taj Jones             | Australia             | ARA Pro Racing Sunshine Coast   | 55 pkt                |
| 3.                    | Mohd Hariff Saleh     | Malezja               | Terengganu Inc-TSG Cycling Team | 44 pkt                |
| 4.                    | Matteo Pelucchi       | Włochy                | Bardiani CSF Faizanè            | 32 pkt                |
| 5.                    | Luca Pacioni          | Włochy                | Androni Giocattoli-Sidermec     | 30 pkt                |

| Klasyfikacja górska | Klasyfikacja górska | Klasyfikacja górska | Klasyfikacja górska              | Klasyfikacja górska |
| Kolarz              | Kolarz              | Państwo             | Drużyna                          | Punkty              |
| ------------------- | ------------------- | ------------------- | -------------------------------- | ------------------- |
| 1.                  | Nur Aiman Zariff    | Malezja             | Team Sapura Cycling              | 34 pkt              |
| 2.                  | Quentin Pacher      | Francja             | B&B Hotels-Vital Concept p/b KTM | 23 pkt              |
| 3.                  | Samuele Battistella | Włochy              | NTT Pro Cycling                  | 18 pkt              |
| 4.                  | Kevin Rivera        | Kostaryka           | Androni Giocattoli-Sidermec      | 15 pkt              |
| 5.                  | Rylee Field         | Nowa Zelandia       | Team BridgeLane                  | 14 pkt              |

| Klasyfikacja górska | Klasyfikacja górska | Klasyfikacja górska | Klasyfikacja górska              | Klasyfikacja górska |
| Kolarz              | Kolarz              | Państwo             | Drużyna                          | Punkty              |
| ------------------- | ------------------- | ------------------- | -------------------------------- | ------------------- |
| 1.                  | Nur Aiman Zariff    | Malezja             | Team Sapura Cycling              | 34 pkt              |
| 2.                  | Quentin Pacher      | Francja             | B&B Hotels-Vital Concept p/b KTM | 23 pkt              |
| 3.                  | Samuele Battistella | Włochy              | NTT Pro Cycling                  | 18 pkt              |
| 4.                  | Kevin Rivera        | Kostaryka           | Androni Giocattoli-Sidermec      | 15 pkt              |
| 5.                  | Rylee Field         | Nowa Zelandia       | Team BridgeLane                  | 14 pkt              |

### Klasyfikacja drużynowa
| Klasyfikacja drużynowa | Klasyfikacja drużynowa            | Klasyfikacja drużynowa | Klasyfikacja drużynowa |
| Drużyna                | Drużyna                           | Państwo                | Czas                   |
| ---------------------- | --------------------------------- | ---------------------- | ---------------------- |
| 1.                     | Sapura                            | Malezja                | 80h 02' 45"            |
| 2.                     | Terengganu Inc-TSG Cycling Team   | Malezja                | + 4' 44"               |
| 3.                     | Thailand Continental Cycling Team | Tajlandia              | + 9' 24"               |